# Edicions Auñamendi
|  | Per a altres significats, vegeu «Auñamendi (desambiguació)». |

Les edicions Auñamendi es dediquen a la publicació i difusió de les obres sobre temàtica basca, escrit en castellà, basc o en ambdós idiomes. Edicions Auñamendi va ser fundada a Sant Sebastià en 1958 pels germans Mariano i Bernardo Estornés Lasa.
Les edicions publiquen sota els noms d'"Auñamendi", "Azkue", "Selectas" i "Aralar", els tres òrgans de l'"Enciclopedia General Ilustrada del País Vasco", editada per Estornes Lasa des de 1979, tot i que els primers articles els va escriure en 1933.